# Aglaia ramotricha
Espèce
Statut de conservation UICN

 VU A1c : Vulnérable
Aglaia ramotricha est une espèce de plantes de la famille des Meliaceae.

## Publication originale
- Kew Bulletin, Additional Series 16: 115. 1992.